# Flugplatz Neunkirchen-Bexbach

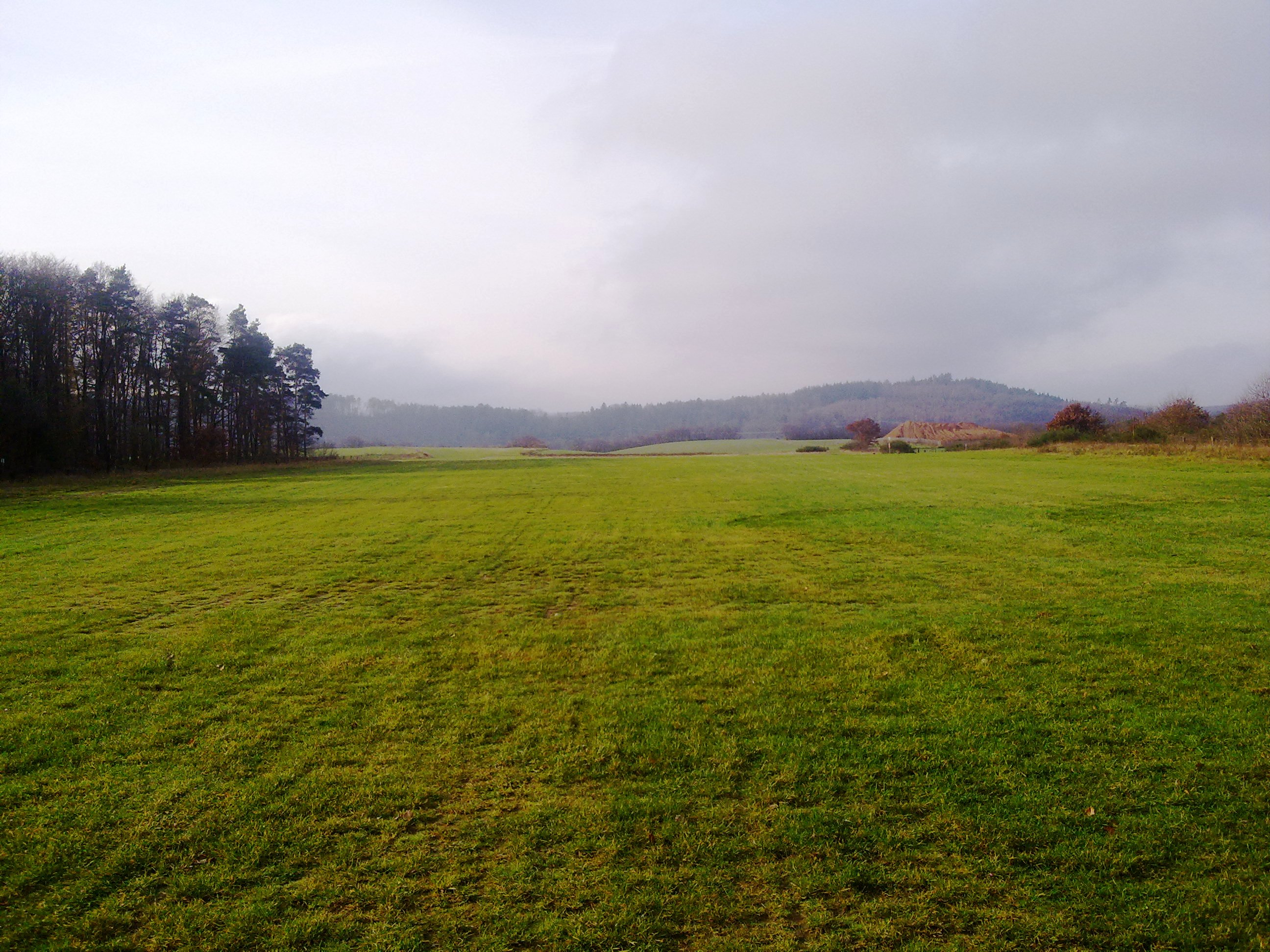
Blick in Richtung Schwelle 06

i7
i11
i13

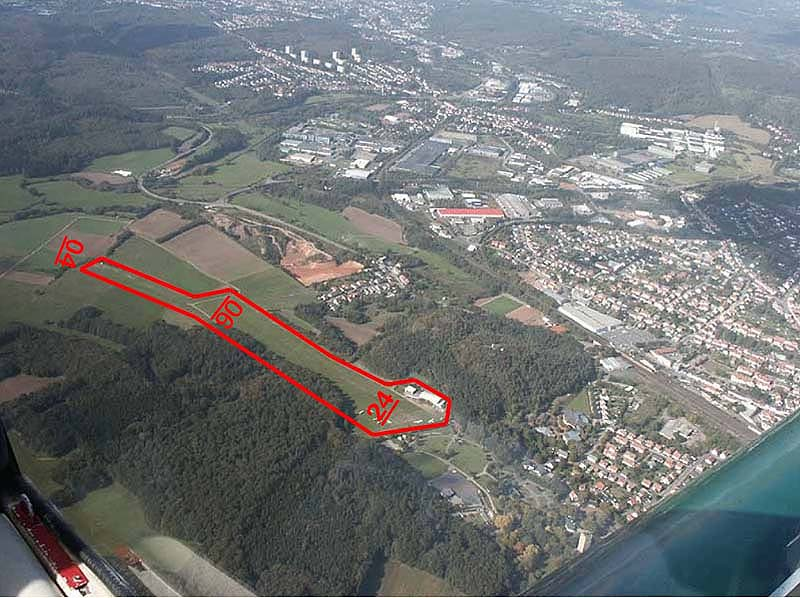
Position der Start- und Landebahnen

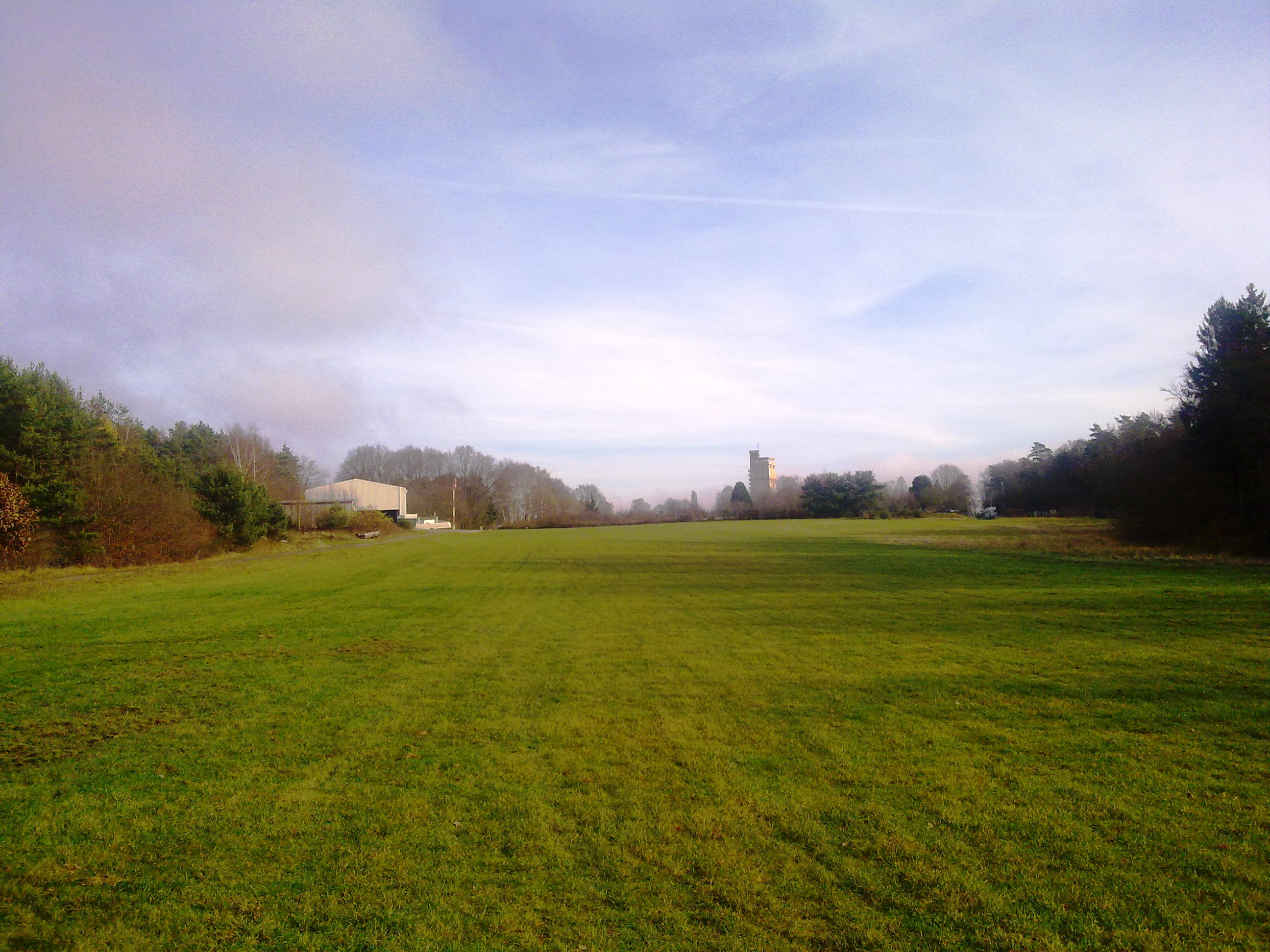
Blick in Richtung Schwelle 24

Der Flugplatz Neunkirchen-Bexbach (ICAO-Code: EDRX) ist ein Sonderlandeplatz im Saarland, am südwestlichen Rand von Bexbach gelegen. Er verfügt über eine 550 m lange Graspiste deren Ausrichtung 06/24 und über eine 500 m lange Graspiste deren Ausrichtung 04/22 ist. Der Platz ist für Segelflugzeuge, Motorsegler, Motorflugzeuge, Hubschrauber, Ultraleichtflugzeuge, Modellflug, Ballonfahrt und Fallschirmspringen, zugelassen.
Der Rufname der Bodenfunkstelle ist Bexbach Radio auf der Frequenz 123,050 MHz.

## Geschichte
Der Flugplatz Neunkirchen-Bexbach wurde im Jahr 1956 vom damaligen Bürgermeister Aloys Nesseler eröffnet. Dieser war vorher bei der Suche nach einem neuen Flugplatz dem Verein gegenüber sehr behilflich und brachte auch das Gelände hinter der Bergenhalde ins Gespräch. Nach Probeflügen wurde erkannt, dass auf diesem Platz ausgezeichnete thermische Verhältnisse vorherrschten.
Nach der Entscheidung den Flugplatz an dieser Stelle anzusiedeln half Bürgermeister Allgayer bei der Klärung der Eigentumsfrage des Geländes. Das heutige Gelände wurde teils gekauft und teils gepachtet. 
Am 29. April 1956 hob der erste Pilot mit einem Segelflieger von dort aus zu einem Probeflug ab. Der offizielle Flugbetrieb wurde im Herbst 1956 aufgenommen.
Da die nun vorhandene Start- und Landebahn nicht unbedingt den allgemeinen Anforderungen entsprach, begann man unter der Leitung von Captain Schwab von den US-Pionieren aus Ramstein die Anlegung des heutigen Flugplatzes. Dabei wurde mit schwerem Gerät der Platz planiert und eine an der Westseite gelegene Kiesgrube zugeschüttet. 
Am 2. April 1960 überprüften die zuständigen Beamten die Arbeiten und ließen anschließend den Platz zu.
1994 wurde zur Lärmminderung im Einvernehmen mit der Stadt Bexbach eine weitere Start- und Landebahn beantragt und von der Regierung des Saarlandes genehmigt. Bei Ostwinden starteten von hier aus schon immer Segelflugzeuge an der Winde.

## Heute
Der Flugplatz Neunkirchen-Bexbach wird heute vom Aero-Club Bexbach e. V. betrieben. Dieser übt am Platz Segelflug, Segelkunstflug, Motorsegelflug, Motorflug, Ultraleichtflug und Modellflug aus.
Außerdem bietet der Club auch Nicht-Mitgliedern Windenstarts, F-Schlepps und mehrmals im Jahr spezielle Lehrgänge, wie ein Segelkunstfluglehrgang, an.
Aufgrund einer Grundstücksstreitigkeit ist die Piste 06/24 seit dem 7. Juli 2017 für die meisten Arten von Flugbewegungen gesperrt. Dieser Rechtsstreit wurde am 22. Februar 2024 in der Berufungsverhandlung vor dem Saarländischen Oberlandesgericht zugunsten des Aero-Clubs Bexbach e. V. entschieden. Da eine Revision seitens des OLG nicht zugelassen wurde, ist das Urteil rechtskräftig und der Flugbetrieb auf den ungekürzten Start- und Landebahnen soll innerhalb kurzer Zeit wiederhergestellt werden.

## Gestaltung Platzrunde
Durch den über die Jahre zunehmenden Motorflugbetrieb am einst überwiegend als Segelfluggelände genutzten Flugplatz Neunkirchen-Bexbach sind in den angrenzenden Gemeinden vermehrt Lärmbeschwerden aus der Bevölkerung laut geworden. Insbesondere Bürger des Neunkircher Ortsteils Wellesweiler sind von zumeist an Wochenenden und Feiertagen stattfindenden Ausbildungs- und Platzrundenflügen betroffen. 
Als Reaktion auf diese Problematik führte der Aero-Club Bexbach e. V. im Jahre 2012 eine neue Platzrunde ein, die eine Lärmbelästigung der angrenzenden Ortschaften reduzieren soll. Darüber hinaus wurde diese erstmals offiziell im Luftfahrthandbuch AIP VFR veröffentlicht, sodass dieses An- und Abflugverfahren auch unter platzfremden Piloten angewandt wird.